# Fuente de la Fama (Madrid)
La fuente de la Fama es una fuente monumental de Madrid que se encuentra en los jardines del Arquitecto Ribera, entre la calle de Fuencarral y la calle de Barceló. De estilo churrigueresco, fue obra de Pedro de Ribera en 1732 y estuvo originalmente instalada en la plazuela de Antón Martín, y alimentada por el viaje del Arroyo Abroñigal. Según Pedro Felipe Monlau tenía cuatro caños y asignados catorce aguadores.

## Historia
Fue encargada por el rey Felipe V «para el embellecimiento de la villa y mejora de los suministros de agua», que en 1716 encargó el proyecto al Arquitecto Mayor de las Obras Reales, Pedro de Ribera. La obra, iniciada el 14 de junio de 1731, no se concluyó hasta el 10 de mayo del año siguiente.
Se ha conservado la leyenda de que, habiendo sido financiada mediante una subida de impuestos, el día en que fue inaugurada colgaron en ella un letrero en el que podía leerse: «Deo volente, rege survente et populo contribuente, se hizo esta fuente», es decir «Dios lo quiso, el rey lo mandó y el pueblo lo pagó».

### Periplo
Alfonso Begué fotografió en 1864 la errante fuente de la Fama, instalada en 1732 en Antón Martín. Según Cayetano, tras trasladarse en principio al barrio de Las Peñuelas, en 1880, fue desmontada y ‘guardada’. En 1911, recurriendo a materiales de otros monumentos se colocó en el parque del Oeste, hasta que en 1941 se trasladó a los jardines del Arquitecto Ribera, junto al Museo Municipal de Madrid.
Su enclave original fue la plaza de Antón Martín, razón por la cual fue conocida inicialmente como fuente de Antón Martín. Debido a su mal estado y a que estorbaba al creciente tráfico en la plazuela, fue desmantelada en 1880. El nueve de septiembre de 1907 se decidió reconstruirla, para lo que fue necesario usar 68 sillares del desaparecido cuartel de San Gil. La obra se encomendó al poco afortunado escultor Ángel García, que introdujo algunas variaciones poco ortodoxas (además, durante su instalación en el parque del Oeste, un desprendimiento de parte del monumento mató a 7 ‘viandantes’, según recoge Guerra Chavarino).
En el año 1941, fue trasladada al barrio de Justicia, en los jardines que rodean el antiguo Real Hospicio de San Fernando –otra obra de Pedro de Ribera– donde luego se instaló el Museo de Historia de Madrid.

## Descripción

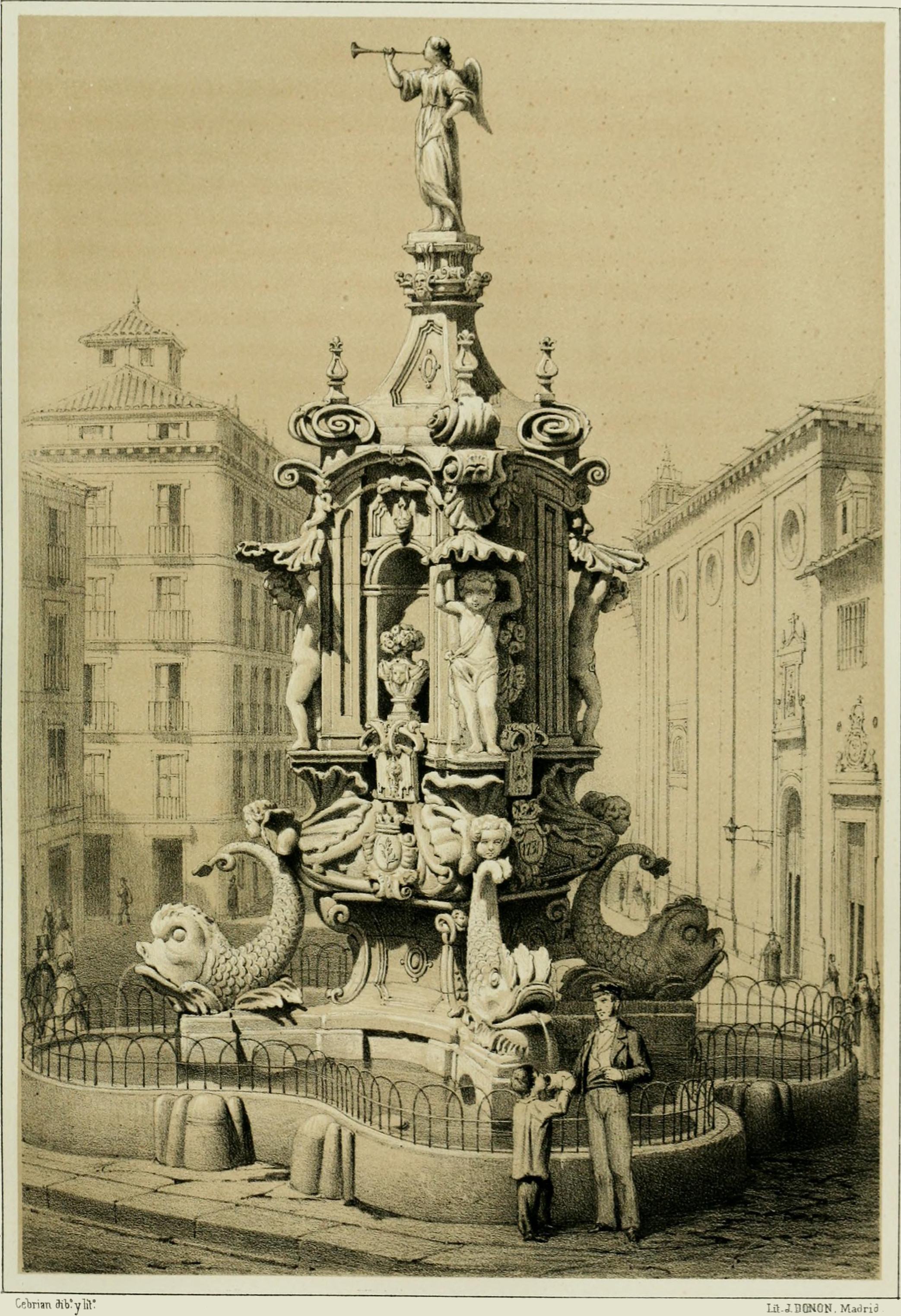
La fuente de la Fama en su emplazamiento original en la plazuela de Antón Martín, en un grabado de Historia de la Villa y Corte de Madrid (1860).

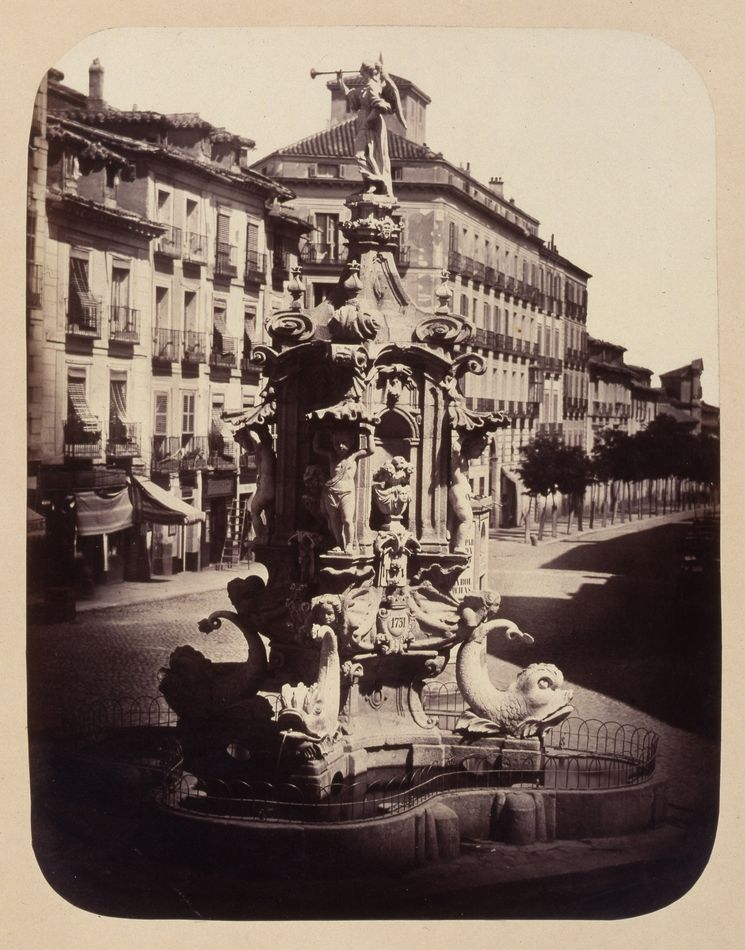
Fotografiada por Begué en 1864, aun en Antón Martín.

La fuente combina en su construcción piedra berroqueña (granito) y piedra blanca de Colmenar de Oreja, materiales habituales en los grupos escultóricos de la capital de España. El cuerpo del monumento, custodiado por cuatro delfines mitológicos que arrojan agua, se levanta sobre un pilón en forma de trébol de cuatro hojas. Estas esculturas sujetan una pilastra profusamente adornada, siguiendo la moda churrigueresca de la época. Entre los motivos ornamentales hay hornacinas con floreros y las estatuas de cuatro niños, cada uno de ellos sosteniendo una concha invertida, que actúa de parapeto sobre sus cabezas. La pilastra se estrecha en su parte superior, donde se sitúa, a modo de remate, una “Fama”, según unos, o Victoria alada, que sopla una trompeta, obra del escultor Juan Bautista. Los estudiosos especulan que se trata de una alegoría simbolizando que a pesar del triunfo, ejemplificado por la trompeta, la fama no perdura, siguiendo el precepto clásico: «Carpe diem, carpe horam [aprovecha los días, aprovecha las horas]».